# Placodidus extraneus
Placodidus extraneus är en skalbaggsart som beskrevs av Jan Krikken 1976. Placodidus extraneus ingår i släktet Placodidus och familjen Cetoniidae. Inga underarter finns listade i Catalogue of Life.